# Isaac-Peral-Klasse
Die Isaac-Peral-Klasse, anfangs bezeichnet als S-80-, später S-80A- und heute S-80-Plus-Klasse, ist eine im Bau befindliche U-Boot-Klasse der spanischen Marine, die vom spanischen Rüstungsunternehmen Navantia entworfen wurde. Sie verfügt, bis auf Boot 1 und 2, neben einem diesel-elektrischen auch über einen außenluftunabhängigen Antrieb basierend auf Brennstoffzellen.

## Entwicklung
Die ersten Pläne für eine neue U-Boot-Klasse, die langfristig die jeweils unter französischer Lizenz in Spanien gefertigten Boote der S-60- und S-70-Klasse ersetzen sollten, begannen im Jahre 1988. Geplant war zu Beginn die Kooperation mit einer ausländischen Werft mit Erfahrung im U-Boot-Bau. Aus einer engen Zusammenarbeit zwischen der spanischen Staatswerft IZAR (heute Navantia) und der französischen DCN ging schließlich die Scorpène-Klasse hervor, die jedoch letztlich von keiner der beiden Nationen beschafft wurde und so zu einem reinen Exportmodell wurde. Das spanische Verteidigungsministerium entschloss sich 1997 für eine weitestgehend nationale Neuentwicklung, 2001 wurden die Anforderungen für die Klasse festgelegt, darunter ein außenluftunabhängiger Antrieb und die Möglichkeit auch Landziele auf größere Distanz angreifen zu können. Im März 2004 erfolgte die Bestellung von vier Booten, ein ursprünglich geplantes zweites Baulos aus zwei bis vier weiteren Einheiten ist mittlerweile nicht mehr vorgesehen.
Aufgrund des komplexen Antriebssystems und in späterer Folge auch wegen Budgetproblemen, verzögert sich die Fertigstellung der Boote. Gingen ursprüngliche Planungen noch von einer Indienststellung der S-81 im Jahr 2011 aus, so rechnete die Armada bereits 2012 erst mit einer Auslieferung des ersten Bootes im März 2015. Das von Indra Sistemas gefertigte Simulationssystem wurde im Oktober 2011 an das Militärarsenal in Cartagena geliefert.
Im Mai 2013 gaben Marine und Navantia nach einer Überprüfung der Konstruktion, die kurz vor dem geplanten Stapellauf des Typschiffs erfolgte, aufgrund eines Entwurfsfehlers, der ein Übergewicht von rund 100 t und damit verbundene Probleme beim Auftrieb mit sich führte, eine weitere 1- bis 2-jährige Verzögerung bekannt. Das sogenannte „Critical Design Review“ der Änderungen, unter anderem eine Verlängerung von 71 auf 80 m, wurde durch den Auftraggeber im Juli 2016 genehmigt.
Das Programm verzögerte sich dadurch erneut, so dass das erste Boot 2023, mehr als 10 Jahre nach dem ursprünglichen Termin, in Dienst gestellt werden soll.
Schließlich wurde die erste Einheit der Serie, die Isaac Peral, am 22. April 2021 von König Felipe VI. mit seiner Tochter, Prinzessin Leonor, Thronfolgerin, auf den Werften von Cartagena gesegnet.

## Technik

### Antrieb
Neben einem diesel-elektrischen Antrieb, bestehend aus drei von Navantia unter Lizenz gefertigten MTU 16V 396 SE 84L Dieselgeneratoren und Blei-Säure-Akkumulatoren (Tudor/Exide), verfügt die S-80-Klasse, aufgrund diverser Probleme jedoch erst ab Boot Nr. 3, auch über einen außenluftunabhängigen Antrieb (AIP), der es den Booten erlaubt, bis zu 44 Tage lang ohne Schnorchel getaucht bei einer Geschwindigkeit von etwa vier Knoten betrieben zu werden. Entwickelt wird dieser von Hynergreen, einer Tochterfirma von Abengoa. Er basiert auf Polymerelektrolytbrennstoffzellen, die über einen Bioethanol-Reformer mit Wasserstoff versorgt werden. Das bei diesem Prozess anfallende Kohlenstoffdioxid wird durch ein von Bionet Ingeniería entwickeltes System ins Meerwasser abgeleitet. Angetrieben wird das Boot durch einen 3.500-kW-Permanentmagneterregungs-Synchronmotor von Cantarey (einem Tochterunternehmen der Gamesa Gruppe).

### Bewaffnung
Die U-Boote der S-80-Plus-Klasse verfügen über sechs 533-mm-Torpedorohre. Die Torpedos werden hier nicht schon im Rohr gestartet, sondern mit Druckwasser aus dem Rohr ausgestoßen und laufen erst kurze Zeit später an, um eine Ortung des Bootes beim Abschuss zu verhindern. Über die Rohre können neben DM2A4 Seehecht Torpedos auch Seezielflugkörper des Typs UGM-84 Sub-Harpoon Block II abgefeuert werden. Insgesamt können bis zu 18 Torpedos oder Flugkörper mitgeführt werden, alternativ dazu auch bis zu 36 Seeminen. Die ursprünglich geplante Integration des Marschflugkörpers UGM-109 Tomahawk wurde im Jahr 2009 aus Budgetgründen gestrichen.

### Elektronik
Die S-80A-Klasse verfügt über ein von Lockheed Martin entwickeltes Sonarset, bestehend aus Zylindersonar am Bug, Flankensonar, passivem Entfernungsmesssonar, Abfangsonar für feindliche Sonarsignale und aktivem Hochfrequenzsonar. Ein Eigengeräuschkontrollsystem sowie das Schleppsonar werden vom spanischen Unternehmen S. A. de Electrónica Submarina (SAES) erzeugt. Als optische Sensoren stehen Angriffs- und Überwachungs-Sehrohre von Kollmorgen Electro-Optical/Calzoni zur Verfügung. Für die Navigation im aufgetauchten Zustand sorgt ein ARIES-S LPI Radar von Indra Sistemas.
Das Führungs- und Waffeneinsatzsystem wurde von Lockheed Martin in Zusammenarbeit mit Navantia FABA entwickelt und basiert im Wesentlichen auf dem der Virginia-Klasse. Die Steuerung des Einsatzsystems erfolgt über zwölf von Sainsel produzierte CONAM SUB Konsolen.

## Einsatzprofil
Neben den klassischen Einsatzprofilen eines Jagd-U-Boots, im Wesentlichen der Bekämpfung von Über- und Unterwasserschiffen sowie der Aufklärung, sind die Boote der S-80-Klasse auch für taktische Angriffe auf Landziele und zur Unterstützung amphibischer Operationen in Küstennähe konzipiert. Darüber hinaus kann eine bis zu acht Mann starke Spezialeinheit wie Kampfschwimmer mitgeführt werden, die für verdeckte Operationen über eine Druckschleuse das Boot verlassen und wieder betreten können.

## Einheiten
Spanien
Benannt werden die vier Einheiten nach den spanischen U-Boot-Pionieren Isaac Peral, Narciso Monturiol und Cosme García sowie nach dem Kommandanten der ersten U-Boot-Flottille der Armada Mateo García de los Reyes.
| Kennung | Name                      | Kiellegung | Stapellauf     | Indienststellung         |
| ------- | ------------------------- | ---------- | -------------- | ------------------------ |
| S-81    | Isaac Peral               | 2005       | 22. April 2021 | 30. November 2023        |
| S-82    | Narciso Monturiol         | 2007       |                | 2024[veraltet] (geplant) |
| S-83    | Cosme García              | 2009       |                | 2026 (geplant)           |
| S-84    | Mateo García de los Reyes | 2010       |                | 2028 (geplant)           |

### Export
Da die spanische Marine sich letzten Endes nur für den Kauf von vier statt der ursprünglich bis zu acht geplanten Einheiten entschied, strebt Navantia danach, die Boote am Exportmarkt zu platzieren. Da die meisten am Markt befindlichen Konkurrenzprodukte, im Wesentlichen AIP-Jagd-U-Boote wie die U-Boot-Klasse 214, die Scorpène-Klasse oder die schwedische A26-Klasse, in der Regel kleiner und nicht für Angriffe auf Landziele ausgelegt sind, rechnet man sich gute Chancen aus. Lediglich die japanische Sōryū-Klasse ähnelt dem spanischen Design, wird aber nicht international angeboten. Anfänglich hatten unter anderem die Royal Australian Navy sowie die Norwegische, Indische und Thailändische Marine Interesse an der S-80A-Klasse bekundet. Letztendlich entschieden sich aber alle Interessenten für einen anderen Modelltyp. Eine Verzögerung bei der internationalen Ausschreibung der indischen Nationalmarine bietet jedoch eine gute Gelegenheit für die S80 plus, das Basisschiff ihres ehrgeizigen Renovierungsprogramms zu sein. Der türkische Staatspräsident Erdogan erklärte zuletzt am 28. November 2021, er sehe die Möglichkeit der Spanisch-Türkischen Kooperation beim Bau von U-Booten dieser Klasse.